# Eutychios Proklos
Eutychios Proklos (griech. Εὐτυχίος Πρόκλος, latein. Eutychius Proculus) war ein Grammatiker, der in der zweiten Hälfte des 2. Jahrhunderts n. Chr. lebte. Er wurde in Sicca Veneria in Numidien geboren, war Lehrer des römischen Kaisers Mark Aurel und wurde von ihm zum Prokonsul ernannt.
Möglicherweise ist es dieser Proklos, der in der Historia Augusta als der gelehrteste Grammatiker seiner Zeit bezeichnet wird.

## Werke
Keine Werke von Proklos haben sich mit Sicherheit erhalten und wenig ist über ihn persönlich bekannt. Jedenfalls ist weit anerkannt, wenn auch nicht ganz sicher, dass er der Autor der Chrestomathie ist, welche unsere wichtigste Quelle für den Epischen Zyklus darstellt.
Falls das zutrifft, ist Eutychios Proklos identisch mit dem Proklos, der von Photios, dem Patriarchen und Scholastiker des 9. Jahrhunderts, erwähnt wird. Photios schreibt, dass die Chrestomathie vier Bücher beinhaltet, die zahlreiche Stoffe der klassischen griechischen Literatur enthalten, und er beschreibt den Inhalt der ersten zwei Bücher so:
- Biographien der fünf wichtigsten Epiker: Homer, Hesiod, Peisandros, Panyasis und Antimachos,
- eine Aufzeichnung einer langen Version des Epischen Zyklus (einschließlich der Titanomachie und des Thebanischen Zyklus sowie der Trojanische Krieg),
- eine Erörterung der Autorschaft der Kypria und
- eine Beschreibung verschiedener Lyrischer und epischer Dichter.

Ein berühmtes Manuskript der Ilias, bekannt als Venetus A, überliefert eine Version zum Leben Homers und Zusammenfassungen des Epischen Zyklus. Leider ist der Abschnitt der Kypria korrupt. Verschiedene andere Manuskripte enthalten das Leben des Homer, die Zusammenfassung der Kypria oder beides, aber keine enthält den Rest des Epischen Zyklus.